# Jules Vercruysse
Pour les articles homonymes, voir Vercruysse.
Jules  Vercruysse, né le 1er mai 1895 à Roncq (Nord), mort le 22 octobre 1941, à Châteaubriant (Loire-Inférieure), est un militant communiste français. Il fut fusillé à la Carrière des Fusillés aux côtés de 26 autres otages en représailles après la mort de Karl Hotz.

## Syndicaliste et militant politique
Originaire du Nord de la France et fils de tisserand, il devient ouvrier du textile à Roubaix. Il participe à la Guerre de 1914-1918 où il est grièvement blessé au visage.
Il s'installe à Bagnolet comme employé communal au début des années 1930. Militant communiste et syndicaliste CGT il accède au poste de secrétaire national de la Fédération CGT du Textile. Il est secrétaire de la section locale de l'Association républicaine des anciens combattants.

## Fusillé à Châteaubriant
Il est arrêté le 5 octobre 1940, interné à Aincourt, puis à la prison de Fontevrault et à la prison de Clairvaux. Il est transféré ensuite au camp de Choisel. Il fait partie des 27 otages fusillés,  par les nazis le 22 octobre 1941 en représailles après l'attentat contre le lieutenant-colonel allemand Karl Hotz.
Il repose au cimetière du Père-Lachaise.
Une avenue de la ville de Bagnolet porte son nom.

## Décorations
- Croix de guerre 1914-1918
- Médaille militaire